# 勇気爆発バーンブレイバーン
『勇気爆発バーンブレイバーン』（ゆうきばくはつバーンブレイバーン）は日本のテレビアニメでありロボットアニメである。CygamesPictures制作。
2024年1月から3月までTBS系列にて放送された。

## 概要
本作はCygamesが企画し、大張正己を監督に迎えてCygamesPicturesが制作した大人向けのオリジナルロボットアニメである。CygamesPicturesとしては初の完全オリジナル作品となる。
本作の世界観は人型歩行兵器が実用化された近未来の世界に、宇宙から飛来した侵略者とそれを阻止するスーパーロボット（機械知的生命体）が現れ、それらが同時に存在する混沌としたものとなっている。また、主役メカであるブレイバーンは人格を持ち地球の言語で会話でき、ロボットと主人公の交流関係を押しかけ型のボーイズラブの形で描くなど斬新な挑戦を行っている。また原作の無いオリジナル外国映画や過去のロボットアニメ、または特撮ヒーロードラマにコンピュータゲームとあらゆるエンタメ作品を想起させる要素を内在させた一種のパロディフィルム的な作風にもなっている。

### 製作
本作は約5年前から竹中信広エグゼクティブプロデューサーによって企画されており、当初より大張とオリジナルロボットアニメを作るという構想を描いていた。
これまで大張が演出した作品は手描き作画を中心としていたが、本作は制作上の理由からメカ描写の大部分で 
3DCGを採用している。そのため大張に納得してもらうためのサンプル映像の制作を何度も行っており、その試行錯誤の中でCGの描線を太くすることで手描き作画との融和を図っている。これらCGによるメカ描写も大張も制作当初から取り入れるつもりがあり、CGスタッフの優秀さに「手描きでは絶対に描けない」と評している。
ブレイバーン（声 - 鈴村健一）の存在は第1話放送まで一切秘匿されており、2023年12月10日に開催された先行上映でも鈴村の出演も含めて箝口令が敷かれていた。こうした第1話の物語を意図的に隠蔽し、断片的に予告する手法に関しては『ゾンビランドサガ』『アキバ冥途戦争』等といった同じCygames製作のオリジナルアニメとの類似を指摘する者もいるが、このアイデアは大張の発案であり、第1話の途中までは本格的なミリタリーロボットアニメだと思わせたかった意図がある。この“リアルロボット的な世界観にスーパーロボットを混入させる”という創作手法は『インデペンデンス・デイ』『宇宙戦争』や『バトルシップ』などの「地球人対異星人」のパニック映画がヒントになっており、ここに世界観をぶち破るヒーローが来る描写を入れたいという発想が根本にある。また、侵略者に対して別の異星人が地球人を庇うために対抗するというブレイバーンの立ち位置は『ウルトラシリーズ』と『ターミネーターシリーズ』にも似ているが、これは大張も意識はしていなかったとしつつも認めている。
本作はグッドスマイルカンパニーも製作委員会に参画しており、同社から玩具やプラモデル等の商品リリースが計画されている。

## あらすじ
人型兵器・ティタノストライド（TS）が実用化された時代、ハワイ・オアフ島での合同軍事演習（アド・リムパック）中に地球外から正体不明の武装勢力・デスドライヴズが襲来した。デスドライヴズは強力なバリアを持ち地球の兵器がまるで通用せず、アド・リムパック参加中の部隊も壊滅寸前に追い込まれた。
演習に参加していた陸上自衛隊のTSパイロット、イサミ・アオは、せめて一人でも多くの仲間を助けようと奮闘するが、力及ばず危機に瀕する。その時、彼のもとに人語を話す巨大ロボットが現れ、イサミに搭乗を要求する。ブレイバーンと名乗るそのロボットはイサミが搭乗することで無敵の力を発揮し、デスドライヴズの尖兵を排除することができたが、彼は初対面のイサミのことを知っていたほか、彼に粘着質な愛情を向ける。そんなブレイバーンへの恐怖心と、ブレイバーンに乗って仲間を救える力があるのは自分だけだという現実の板挟みになるイサミだったが、アメリカ軍のTSパイロットであるルイス・スミスの説得や衝突、自分が助けた人々からの感謝を示されたことを経て、ブレイバーンを信じ、仲間たちとともに戦っていく決意を固める。
デスドライヴズはオアフ島のみならず世界各国を同時侵略しており、この状況を打開するため、自衛隊とアメリカ軍を中心とした作戦「オペレーション・アップライジング」が発動される。手始めに日本の東京を解放して世界解放の足がかりとすることになり、イサミとブレイバーンはデスドライヴズの幹部・クピリダスを撃破し、さらにもうひとりの幹部・スペルビアを捕獲することに成功する。東京解放に成功したことで、人類は橋頭堡を得ることが出来たほか、デスドライヴズが「各々にとって最上の死を得る」ことを目的に地球侵略を開始したことと、「ルル」という少女型の生体コアを生産してエネルギー源にしていることが判明した。スペルビアは「武人として戦い華々しく死ぬ」ことを目的にし、オアフ島で一度ブレイバーンと戦い敗れていたが、その際に自分のルルを失っていた。その後、ルルはルイスに助けられて人間らしい感情や知識を得ており、これに困惑したスペルビアは人類と共闘することを受け入れる。
東京解放後に、ブレイバーンを中心とした特殊部隊「ブレイブナイツ」が結成された直後、デスドライヴズのクーヌス、ヴァニタス、ペシミズムの3体が現れる。ブレイバーンはヴァニタスとペシミズムを相手取るが苦戦し、クーヌスと戦うルイスも仲間たちを撃墜され進退窮まっていた。ルイスは決死の覚悟でクーヌスに突撃を仕掛けて戦死。クーヌスの目的は「自身が認めた相手と交じりあいながら死ぬ」ことであったため、死亡したルイスの魂を取り込もうとするが、ルイスの「まだ世界を救っていない」という強い思いにより、逆にルイスに取り込まれる。
次の瞬間、ルイスは自分がロボットの体を得て蘇り、デスドライヴズの襲撃が始まったオアフ島の上空にいることに気づいた。ルイスが得た新たな体こそ、ブレイバーンの正体であり、イサミの名前を初めから知っていたのも、クーヌスとの戦いの後にタイムスリップして過去に戻ってきたためであった。
一方、ルイスの死に呼応したイサミとブレイバーンも勇気を高めて「バーンブレイバーン」へとパワーアップを果たし、ヴァニタスとペシミズムを圧倒的な力で撃破する。そのことを知ったスペルビアは、自身の目的のために再びブレイバーンとの対決に臨むことを決意するが、そこにルルが現れ、自分をパイロットとして乗せるよう要求する。

## 登場人物

### 主要人物
イサミ・アオ
声 - 鈴木崚汰
本作の主人公。陸上自衛隊の特殊機甲群に所属するティタノストライドパイロット。24歳。3等陸尉。名前の漢字表記は「碧勇」。コールサインはダイダラ5→ブレイブ1。仲間達からの呼び名は「イサミ」「アオ3尉」「ルーテナント・アオ」など。
普段は冷静沈着かつ無愛想な一流のTSパイロットであるが、ハワイで行われていた多国籍合同演習アド・リムパックの最中にデスドライヴズの襲撃を受け、死にかけた所を突然現れた巨大ロボット・ブレイバーンに助けられそのまま乗り込むことになる。ブレイバーンからは熱い想いを向けられているが、彼については全く覚えが無いため困惑している。またイサミの周りには変わった気質の者も多いためそれ以外の点でも気苦労が絶えない。
同じTSパイロットのスミスとはいざこざやすれ違いもあってかうまく会話もできず、自分が周囲の皆を守るしかない、誰も死なせたくないという想いを一人抱えていたが、空母上でのスミスとのボクシングにより互いに本音を吐露し合い、彼から俺達の命を背負い込む必要はないと告げられ、気持ちを新たにする。以降はスミスらATFの皆と協力してデスドライヴズと戦っていくが、ブレイバーンの言動に呆れたりツッコミをするのは相変わらずである。
対クーヌス戦においてスミスが戦死（ロスト）した際は激しいショックを受け、ヴァニタスとペシミズムの連携にも苦戦し、自分には世界を救う資格など無かったと諦めかけていたが、ルルとブレイバーンの激励を受けて勇気を爆発させ、バーンブレイバーンへの合体を見事成功させる。そしてヴァニタスとペシミズムを撃破し、スミスの分もやってみせると気を持ち直した。ルルとスペルビアが互いに認め合い、新たな仲間となった際は、ハワイ諸島に集結したデスドライヴズを倒すため、ブレイバーンやスペルビアと共に自分達だけで先行する。最終決戦前にはブレイバーンやルル、スペルビアと語らい、セグニティス撃破後にブレイバーンとの決闘を望むスペルビアには、この戦いがお前達の幸せに繋がるのならとそれを承認し、その末に和解を果たした。しかし、突然のイーラの奇襲によりブレイバーンを大破させられてしまう。
ブレイバーンの機能停止後はイーラに白旗を掲げ、自暴自棄のような醜態を見せるも、彼を殺そうとしたイーラの攻撃に死にたくないとブレイバーンのコクピットへと逃げ込む。そこでの精神世界でブレイバーンやスミスと邂逅し、ついにブレイバーンがスミスだったという事実に気付く。これまでずっとスミスに迷惑をかけられたこともあって彼に殴りかかるも和解した。そして勇気爆発のその先に行くことを決意し、勇気融合合身によりバーンブレイブビッグバーンを誕生させ、イーラを撃破。その後に出現したヴェルム・ヴィータにも臆することもなく、イサミ達の救援に駆けつけたATFの皆の姿を見て更に勇気づけられ、皆の勇気を一つにしてビッグバーンドラゴンと合体し、人類を滅ぼそうとするヴェルム・ヴィータの前に勇気一刀流秘奥義を放ち、相手を倒すことに成功。文字通り世界を救った「ヒーロー」となったのだった。
ルイス・スミス
声 - 阿座上洋平
本作のもう一人の主人公。アメリカ海兵隊の第3海兵遠征軍第3海兵師団第3TS大隊C中隊に所属するティタノストライドパイロット。24歳。少尉→中尉（第7話）。コールサインはタイタン2→ブレイブナイツ1。
幼少期からヒーローに憧れており、敵からの攻撃を正面から切り抜けていくタイプ。なお、両親は亡くなっている。特撮ヒーロードラマ番組「機攻特警スパルガイザー」の大ファンであり、ポスターを壁に貼ったりTシャツを着たり、地球の言語がおぼつかないルルに映像を鑑賞させる程である。アド・リムパックにおいて活躍したイサミに目を付け、彼をライバル視すると共に友人関係を築く。デスドライヴズ襲撃後、ブレイバーンに対して搭乗させるよう頼むが、生理的に無理だと断られてしまう。その後、海岸で発見したルルをモーテルに運び、彼女を助けるために尽力し、目を覚ましたルルに懐かれることとなる。ルルの世話をしつつ、「オペレーション・アップライジング」の際はイサミと二人で先行し、生存者を捜索。無事に生き残っていたアキラやシェリー達と出会う。
クピリダス撃破後はキング大将から中尉への昇進とブレイバーン支援専任の独立小隊長任命を告げられ、複座型の新型TSライジング・オルトスを与えられる。隊名を「ブレイブナイツ」と決めるが、そのブレイブナイツ初出撃の際に敵指揮官のクーヌスと相対し、相手の時空転移の能力で苦境に陥る。部下の仲間達の被害を看過できず、同乗していたルルを脱出させ、単身突撃。クーヌスを倒したものの、「勇気爆発だ」と言い遺し、自らも爆発に吞まれ戦死する。
ATFにおいてスミスの存在は大きく、その死はイサミに大きな影響を与え、部下や仲間達からも色々と慕われていた面が描写されている。死後は精神世界で自らの死を実感するも、クーヌスの共に逝こうという誘いを断り、「まだ自分は世界を救っていない」という強い想いにより、時空転移の力を持つクーヌスと融合し、魂と体が結合。そして「ブレイバーン」として復活し、過去に戻ってイサミと出会ったという真相が描かれた。ブレイバーンがスミスを生理的に無理と断っていたことも、自分自身というのがその理由であった。
最終決戦にてイーラの奇襲でブレイバーンが倒された後、コクピット内部の精神世界にてイサミと邂逅する。イサミには一緒に戦えないことを謝罪し、これでも頑張ったんだと語り、イサミもヒーローだからと勇気爆発のその先に進むことを願った。そしてその末にバーンブレイブビッグバーンが誕生することとなる。ヴェルム・ヴィータ撃破後には肉体を持った人間の姿で復活し、イサミやルルと再会を果たした。
ルル
声 - 会沢紗弥
本作のヒロイン。スミスが海岸で倒れている所を発見した謎の少女。外見年齢は14歳から15歳程度。パイロットスーツの様な服を着ており、当初は人間の言葉を話さず、助けてくれたスミスに襲いかかったが、組み伏せられた後で名乗り、強く慕う様になった。口癖は「ガガピー」。身体検査では、手の甲に不明な物質がある以外は人間とほぼ同等の体をしていることが判明する。ただし消化器官が未発達のため、うまく食事ができない。その後は便宜上スミスによる監視下に置かれる。言語に関しては特撮番組を見て学習することで急速に上達している。
その正体はデスドライヴズの塔（分離母艦）で生成された人工の有機生命体の一体で、スペルビアの塔で造られた最後の個体。彼女を取り戻しに来たスペルビアはルルの変貌ぶりに驚いていた。後にスミスに与えられた新型機のライジング・オルトスに乗り込んだ際、機体の脳波システムを起動させたことで適合者であることが判明する。対クーヌス戦ではスミスと共に出撃するが、突撃を決めたスミスの手で強制的に脱出させられる。以後はイサミを激励して立ち直らせ、スペルビアに対して自分が彼に搭乗するという決意を告げる。
後に実はルルも未来から現在の時間にやって来ていたという事実が判明する。未来の彼女が辿った歴史ではイサミとブレイバーンはデスドライヴズとの戦いの末に相打ちになって戦死しており、彼らを死なせてしまったことを強く後悔した彼女は、以後ミユや「おじさま」と慕うスペルビアと協力してイサミとブレイバーンを救う方法を追求し、研究の果てにミユが開発したルルの意識を過去へと送る装置「ブレイブドライバー」を使って過去の時間の自分に意識を転移させる方法を実行する。
そして、未来の出来事と自身の覚悟を交えた説得によってスペルビアを説き伏せようとするがその場では断られてしまう。しかし彼がブレイバーンに相棒についての意見を求め、その答えによって考えを改めたことにより搭乗を試みる機会を得る。最初は拒絶反応が起き失敗に終わるが、諦めずに幾度も挑戦を繰り返し、その末にスペルビアがルルを相棒だと受け入れたことで搭乗を成功させた。最終決戦前には自分が作った料理の腕をイサミ達に披露している。最終決戦ではセグニティスを倒すもイーラの奇襲でブレイバーンが機能停止し、スペルビアも敗れてしまう。それでも諦めずに自暴自棄となっていたイサミを助け、バーンブレイブビッグバーンの誕生を目撃する。ヴェルム・ヴィータの出現には未来でも知らないその存在に恐れるも、スペルビアと勇気融合したことで再び参戦し、イサミから「未来戦士ルル」の称号を与えられ、スペルビアを剣に変形させてヴェルム・ヴィータの撃破に一役買った。
なお、呼び方は地球側とデスドライヴズ側では少し異なっており、地球側からは「ルル」、デスドライヴズからは「ルル」と、太字部分がアクセントになっている。

### 自衛隊
ヒビキ・リオウ
声 - 宮本侑芽
陸上自衛隊に所属するティタノストライドパイロット。23歳。3等陸尉。コールサインはダイダラ6→ブレイブナイツ3。イサミと同じ部隊の配属で、面倒見も良い。女性仲間のミユとの仲も良く、ブレイバーンに翻弄されるイサミを心配する。後にスミスを隊長とする「ブレイブナイツ」の一員となる（その際はその名称を恥ずかしがっていた）。
ミユ・カトウ
声 - 加隈亜衣
陸上自衛隊の特殊機甲群のティタノストライド整備小隊として、主にイサミのTS整備を担当する機付長。21歳。3等陸曹。自分の仕事に誇りを持ち、様々なメカへの愛も強く、ブレイバーンにも興味を抱く。後にはイサミ専用のパイロットスーツを開発した。BLを好んでいる気があったり、イケボに反応する声オタでもある。最終話では勇気融合したバーンブレイブビッグバーンの姿に大興奮していた。
ホノカ・スズナギ
声 - 前田佳織里
航空自衛隊に所属するティタノストライド要撃管制官。24歳。2等空尉。コールサインはスレッジハンマー。主にイサミの担当であることから上空からTS要撃管制を担っている。ブレイバーンとイサミの罵り合いを見てイサミに惚れるなど、どこかズレている面を持つ。
リュウジ・サタケ
声 - 細谷佳正
陸上自衛隊に所属するティタノストライドパイロット。イサミの中隊の隊長。38歳。2等陸佐。コールサインはダイダラ1。真面目な性格で、部下たちからの信頼も厚い。ATFの結成後はTS部隊の指揮官に就任する。
イサオ・カワダ
声  - 白熊寛嗣
海上自衛隊に所属する海将補。52歳。各自衛隊部隊の指揮官を務め、キング大将を補佐する。
アキラ・ミシマ
声  - 井澤詩織
自衛隊のティタノストライドパイロット。25歳。2等陸尉。コールサインはワラビト03→ブレイブナイツ4。シェリーと共にデスドライヴズの襲撃から生き残っていた一人で、「オペレーション・アップライジング」の際にATFに合流する。後にスミスを隊長とする「ブレイブナイツ」の一員となる。
カズキ・トウドウ
声  - 武田太一
陸上自衛隊の第31普通科連隊所属の3等陸佐。日本でデスドライヴズの襲撃に抵抗していた。

### アメリカ軍
カレン・オルドレン
声 - 藤井ゆきよ
アメリカ空軍に所属するティタノストライド要撃管制官。25歳。中尉。コールサインはスレッジハンマー。主にスミスの管制を担当し、状況次第では航空部隊の対地攻撃管制等も担っている。
ニーナ・コワルスキー
声 - 森なな子
アメリカ海兵隊に所属する軍医。26歳。中尉。ゾルダートテラーの襲撃から間一髪の所をスミスに救われた。デスドライヴズによる負傷者の治療・トリアージを行う。
ハル・キング
声 - 三宅健太
アメリカ海軍に所属しており、太平洋にてアド・リムパックの演習司令官を担っている。60歳。大将。デスドライヴズの襲撃後、各国の指揮官らと対策を練る。ブレイバーンとの協力関係も築き、ATF（Allied Task Force）を結成。初めに日本の奪還・救出のための作戦「オペレーション・アップライジング」を発動する。最終決戦においてはヴェルム・ヴィータ戦に皆を引き連れて参戦し、イサミ達の援護を行った。
トーマス・J・プラムマン
声 - 志村知幸
アメリカ陸軍に所属する、たたき上げの古強者。45歳。上級曹長。イサミのことは「ルーテナント」または「ルーテナント・アオ」と呼ぶ。ATFの結成後はリュウジの指揮下に入る。空母上でイサミとスミスがボクシングを行った際はレフェリーを務めた。最終決戦ではMLCV-3 クラーケンに搭乗してイサミ達の援護に駆けつけている。
ヒロ・アウリィ
声 - 野津山幸宏
アメリカ海兵隊のティタノストライドパイロット。25歳。中尉。コールサインはタイタン3→ブレイブナイツ2。スミスの同僚。後にスミスを隊長とする「ブレイブナイツ」の一員となる。対クーヌス戦では乗機のストラグル・ライノスを破壊されてしまうも、無事に助かっている。
リョウマ・アラカイ
声 - 木村昴
アメリカ海兵隊のティタノストライドパイロット。スミスの中隊の隊長。28歳。大尉。コールサインはタイタン1。ハワイ諸島におけるデスドライヴズの襲撃の際に戦死する。
シェリー・ローレン
声  - 吉田早希
在日米軍のティタノストライドパイロット。25歳。中尉。コールサインはビッグフット02→ブレイブナイツ5。アキラと共にデスドライヴズの襲撃から生き残っていた一人で、「オペレーション・アップライジング」の際にATFに合流する。後にスミスを隊長とする「ブレイブナイツ」の一員となる。
リチャード・ヘイズ
声  - 初村健矢
在日米軍の第2ストライカー旅団所属の中佐。日本でデスドライヴズの襲撃に抵抗していた。
ジョシュア
声 - 鎌倉有那
アメリカ海兵隊の衛生上等兵。軍医のニーナを補佐し、ルルの検査を行った。
ビアンカ、アレックス
声 - 中臣真菜（ビアンカ）、中谷一博（アレックス）
共にアメリカ空軍所属のパイロット。乗機はF-35C。オアフ島のバーでイサミに礼を言う。
アイザックス
声 - 中谷一博
空母コンステレーションの艦長。大佐。

### ドイツ連邦軍
ハイデマリー・バロウ
声 - 浅川悠
アド・リムパックに参加したドイツ海軍少将。49歳。眼光鋭く、用心深い女傑。ゆえにブレイバーンを当初はアメリカ軍の新兵器ではないかと疑っていた。

### その他
ボブ・クレイブ
声 - チョー
CIAの情報分析官。48歳。アロハシャツ以外の服を着ている姿を目撃されたことがない。デスドライヴズとの関係を疑われたイサミを拘束し尋問（拷問）する。スペルビアの拘束後は彼への尋問まで行うが、あまりの困惑・疲労感からイサミに謝罪している。

## 登場兵器

### ブレイバーン
ブレイバーン
声 - 鈴村健一
イサミのもとに突如現れた人格を持つ巨大ロボット。ティタノストライドとは一線を画すビジュアルと高い戦闘能力を持ち、自らの主題歌である「ババーンと推参！バーンブレイバーン」を戦闘中に周囲に響かせながら、徒手空拳や剣を駆使して戦う。人型形態と彼が「ブレイサンダー」と呼称するホバリングを用いた高速移動形態に変形が可能。イサミに対しては激しい執着と想いを抱いており、彼以外を自身に乗せるつもりは一向にない。さらにかなりのマイペースで事あるごとにトラブルを起こし、その度に主にイサミが被害に遭う。しかし、決して自分勝手な性格というわけではなく、他者への思いやりを持ち、イサミやスミスに対して真面目なアドバイスを行うこともある。また、独自に超次元3Dプリンター「ビルドバーン」を作り上げるなど、技術的な腕も高い。第5話での空母上でのボクシングの際は集音マイクの「バーンマイク」を用意している。
第9話では合体により新たな姿「バーンブレイバーン」となり、実は戦死したルイス・スミスがブレイバーンとして生まれ変わっていたという真相が明かされた。一人称はブレイバーンとしては「私」を用いるが、スミスの素が表れるときは「俺」に変化する。イサミへの異常な執着心や感情は、スミスと共に混じり合ったクーヌスの影響であることが監督により明言されている。そして最終決戦の最中、ブレイバーンと推して参ることを望むスペルビアとの決闘の末に和解し、彼をかけがえのない友として友情を育むも、イーラの奇襲を受けて大破し、イサミの目の前で機能を停止する。しかし、最終話にてイサミと勇気融合合身を行い新たな形態「バーンブレイブビッグバーン」を誕生させた。
主武器は剣の「バーンブレイド」。第11話では2本装備しての二刀流も披露し、さらに第7話では新たな武器としてビルドバーンで作成した大型斧「バーンアックス」も装備した。そしてこれらの武器以外にイサミと共に叫んで放つ様々な必殺技も持つ（下記を参照）。日本語をはじめ各国の言語に堪能で、喋る時は人間同様に口や顎が動く。頭部には顔を覆うマスクを備えており、水中ではこれを展開しないと溺れてしまうことから、活動には呼吸が必要である模様。特殊能力として「勇導操波（ブレイ・ザ・サモン）」という干渉した存在のコントロールを自身の下に置く乗っ取り能力を持ち、これを用いてATFが発射した誘導砲弾や巡航ミサイルを操りゾルダートテラーの軍団を撃破した。
- 勇気一刀流奥義 ブレイブ斬

第1話で披露。ブレイズアップで刀身を大型化したバーンブレイドを上段に構え、斬り下ろす。
- 勇気一刀流奥義 ブレイブズバッシュ

第2話で披露。バーンブレイドを構えて突撃し、敵を叩き斬る。
- ブレイブ シュババババーン

第3話で披露。楔状のビームを発射し、敵を両断する。
- ブレイブヴァニッシュ

第7話で披露。バーンアックスを装備し、敵の塔すら破壊する一撃を放つ。
バーンブレイバーン
声 - 鈴村健一
第9話から登場。ブレイバーンとサポートメカの「バーンドラゴン」が合体した巨大ロボット。ルルの激励もあり、勇気を爆発させたイサミとブレイバーンが互いにシンクロを果たしたことで初の合体を成功させた。頭部にはバイザーを付け、全身にアーマーをまとった勇ましいフォルムとなる。拳による格闘のバーンブレイブナックルを繰り出す他、武装として専用の双頭槍「バーンツインランサー」、背部には2門の「バーンツインキャノン」を装備する。この形態で放つ必殺技はまさに一撃必殺の威力を誇り、デスドライヴズのヴァニタスの攻撃を弾くなど、防御力も高い。
- ブレイブトルネードアーク

第9話で披露。バーンツインキャノンから赤と青の螺旋状のビームを放つ。
- 勇気一刀流奥義 ブレイブアブソリュートズバッシュ

第9話で披露。トルネードアークで封じ込めた敵をバーンツインランサーで叩き斬る。
バーンドラゴン
ブレイバーンがビルドバーンで作成したサポートメカ。ブレイバーンとの合体機構を備える。AIによる自律行動で無人のまま運用できる。普段はATFの空母「コンステレーション」内で待機している。ブレイバーンを上部に乗せての移動も可能。最終話ではバーンブレイブビッグバーンと同じように金色に光輝く「ビッグバーンドラゴン」として登場した。
バーンブレイブビッグバーン
声 - 鈴木崚汰
最終話に登場。勇気爆発のその先に進んだイサミがブレイバーンと勇気融合合身を行ったことで誕生した形態。形状はブレイバーンと変化はないが、全身が黄金色に光り輝く姿となる。「ビッグバーンドラゴン」との合体機構も有する（合体後も名称は変わらない）。武装はブレイバーンのものを引き継ぐ他、エネルギーを収束して大出力のビーム「バーンブレイブアーク」を放てる。必殺技もブレイバーンと同様だが、新たな技も編み出している。イーラを苦戦することもなく倒し、ヴェルム・ヴィータの出現にはデスドライヴズは8体ではなかったと述べ、相手の口上も無視して攻撃を仕掛ける。
繰り出した数々の必殺技もヴェルム・ヴィータには効果がなかったものの、その場にATFの皆が救援として到着したことで状況が変わり、皆の勇気を一つに集めての勇気融合でビッグバーンドラゴンと合体、「ビッグブレイブバーストアップ」で機体を巨大化させる。ヴェルム・ヴィータの手によるハワイ諸島への超大型母艦落下を防ぐべく、同じくルルと勇気融合したスペルビアが変形した剣を装備し、勇気一刀流秘奥義を繰り出して超大型母艦ごとヴェルム・ヴィータを撃破した。全てが終わった後は地上でイサミとルルを降ろし、自らはスペルビアと共に光の粒子となって消滅していった。そしてその場には生身の体を持って復活したスミスが残されていた。
- ブレイブビッグバン斬

最終話で披露。イーラとの一騎打ちの際に放ち、相手を真っ二つにする。
- 勇気一刀流奥義 バーンブレイブ斬、バーンブレイブシュババババババーン、バーンブレイブヴァニッシュ

最終話で披露。ヴェルム・ヴィータに対して使用したが、有効打にならなかった。
- 勇気一刀流秘奥義

最終話で披露。正式名は「勇気一刀流秘奥義 勇気爆発バーンブレイブビッグバーンアルティメットファイナルゴッドユニバースブレイク」。スペルビアが変形した剣を持ち、ATFの皆と一緒に叫んで放つ。

### ティタノストライド
24式機動歩行戦闘車 烈華 汎用型
陸上自衛隊が運用する主力量産型ティタノストライド（TS）。汎用性が高く、各種装備が用意されている。アメリカ軍のライノスより旧式であるが、プラズマリフトは最新式の物を搭載している。武装は銃剣の付いた30mmアサルトライフルと、近接戦闘用の大型サバイバルナイフ。アド・リムパック時はイサミが左肩部に誘導ミサイル、左腕前部に狙撃型のシールドを装備したカスタム機に搭乗している。
24式機動歩行戦闘車 烈華 誘導弾搭載型
両肩部に12発（片側6発）、胸部横に8発（片側4発）の計20発の誘導ミサイルを搭載した中距離戦闘用の機体。肩部左右にはチャフスモークランチャーを備える。ヒビキの乗機でもある。
24式機動歩行戦闘車 烈華 狙撃型
60mm狙撃砲を装備する狙撃仕様の機体。狙撃砲は通常弾・徹甲弾の撃ち分けが可能で、発射時は脚部などの杭を地面に刺し、安定姿勢を取る。狙撃砲の装弾数は7発で、直接射程距離は2km。
24式機動歩行戦闘車 烈華 通信拡張型
通信機能を拡張した機体。頭部形状が変更されており、頭頂部にアンテナが追加された。他に汎用型との変更点は特にない。主に指揮官機として運用される。リュウジの乗機でもある。
24式機動歩行戦闘車 烈華 アキラカスタム
アキラ・ミシマ専用にカスタマイズされた烈華。機体各所に追加装甲と近接戦闘用の刃が取り付けられ、頭部や胸部形状も汎用型とは異なる。投擲用のトマホークを新たに装備している。
M2 イクシード・ライノス
アメリカ軍が運用する主力量産型TS。「高機動武装換装システム」という機構が採用されており、武装の切り替えが瞬時に行える。汎用型の機体で、機動性に優れている。武装は左腕の30mmバルカン砲。
M2 ストラグル・ライノス
近接戦闘型の機体。「ストラグルパック」という巨大な腕部が特徴の装備を使い、格闘戦を行う。対スペルビア戦ではブーストナックルを繰り出したが、通用しなかった。対クーヌス戦ではヒロが搭乗する。
M2 ブラスト・ライノス
遠距離戦闘型の機体。「ブラストパック」という狙撃仕様の装備で、120mm電磁加速砲を主武装とする。他の武装は左手のユニットに搭載された弾丸や破片を防ぐ自動防御用レーザー（右手側にも搭載）と溶断レーザーソード。また、左肩部にはスモークフレアを持つ。「オペレーション・アップライジング」の際はスミスやヒロが搭乗する。
M2A1 ディンゴ
イクシード・ライノスを元にした重武装型TS。パイロットはシェリー・ローレン。強襲を目的に武装搭載量を増やし、追加装甲も施されている。武装は手持ちの30mmチェーンガンや7.62mmガトリング砲、背部のキャノン砲やAPS（アクティブ防護システム）、左肩部の2連装ミサイルランチャー、ビーコンミサイル発射機、近接戦闘用のHEATソード、左腕のシールドなど。
XM3 ライジング・オルトス
日米共同で極秘に開発が行われていた新型TS。パイロットはルイス・スミス。コクピットは複座式が採用されている。機体には戦場の把握などを脳波で行う新システムが搭載されているものの、適合者がいなければ使用できない。この問題はルルが勝手に乗り込み、適応したことで解決した。武装は手持ち式の専用アサルトライフル、背部のライフル2基、背部両横のシールドに装備する6連装ミサイルコンテナ2基とバズーカ2基。また、腰部後ろにはブースターを備える。なお、外装部をパージした内部には隠し機体が存在しており、対クーヌス戦では両肩部に内蔵した射出式のパイルバンカーによる近接戦闘で相手を撃破するも、本機も爆散した。
ロートルクス2
旧式のTS。ある程度の機動性はあるが、第2世代型のTSには及ばない。支援用の武装を装備した機体も存在する。武装は左腕の30mm機銃、右腕のカートリッジ式パイルバンカー、背部の105mm滑空砲。また、支援機は背部にマルチミサイルランチャーを搭載する他、バズーカやライフルも装備可能。

### その他の兵器
UHQ-2 アルゲス
旧世代の無人二足歩行兵器。最初期の二足歩行兵器でTSのルーツとなった機種の一つ。通常は指令所から遠隔操作されるが、AIによる自立行動も可能。武装は正面部の主砲や頭頂部の機銃。
MLCV-3 クラーケン
TSと同一コンセプトである「地形に左右されず運用可能な戦闘車両相当の兵器」として開発された可変装甲戦闘車両。履帯を用いた戦車形態が通常形態であるが、不整地や急勾配での戦闘において六脚を展開する多脚戦車形態に変形する。最終話ではプラムマンが搭乗し、イサミ達の救援に駆けつけている。

### 航空機・車両
MCV-5 ファッティーエクスプレス
　アメリカ軍が採用している大型垂直離着陸輸送機。TSを2機搭載可能。
RSQ-1 ペリコン
アメリカ軍が採用している無人輸送機。「高機動武装換装システム」の際のTS支援ユニットで、TSの武装の運搬、またはTSを懸下することで短距離ではあるがTSによる空中戦を可能とする。
重装輪運搬車
自衛隊やアメリカ軍なと各国で採用されている大型の8輪輸送車両。車体後部にはTSを1機積載可能。

### デスドライヴズ
ゾルダートテラー
突如地球に襲来した謎の「塔」から大量に射出される量産型機動兵器。軍民問わず人々を襲う対人殺戮兵器である。円盤状の飛行形態と人型形態の二つの姿に変形可能。武装は飛行形態時にはリング状に周りを囲う両腕のビームガン。また、周囲に強固なシールドバリアを展開でき、人類側兵器の実体弾やミサイルといった攻撃は致命打にはならず、よろけさせる程度にしかならない。
ゾルダートフィレー
第3話に登場。ゾルダートテラーの派生機に当たり、デスドライヴズが地球環境を参考に新たに創り出した機体。ブレイバーンよりも大型で、ビームガンを放って水上の艦船を攻撃するほか、銃口からはビームソードを発生可能。水中戦となったブレイバーンを苦戦させるが、潜水艦隊と協力し、最終的に撃破された。
スペルビア
声 - 杉田智和
ハワイ諸島に降下した分離母艦の指揮官。「高慢」の名を冠したデスドライヴズ。ブレイバーンに類似した人型で背部に巨大な翼を有しており、変形することなく大気圏内飛行が可能。「ガガガ、ピー」という電子音のような声しか発さないが、ブレイバーンは意思を読み取っているような素振りを見せる。武装は中央部で分割可能な双頭槍の「飛燕雷牙（ひえんらいが）」と五指の先端から放つビーム「爪波導（そうはどう）」。ブレイバーンとの戦闘では当初は優位に立つが、彼にイサミが搭乗したことで「勇気一刀流奥義 ブレイブズバッシュ」を放たれ、敗れる。
その後、ルルの奪還を目的に第6話にて再登場を果たし、ブレイバーンによる言語変換の干渉を受けたことで会話が可能となる。しかし、あくまでもルルを取り戻すことに拘りスミスらとは敵対を継続。あと一歩のところまで追い詰めるも、自身のルルが以前とはかけ離れた変化を遂げていたことで困惑し苦悩の末に戦闘を中断。そのままATFに拘束される。バーンブレイバーンの登場には驚嘆し、これで推して参れると喜んでいた。
後にルルから自らに乗りたいと告げられ、一旦は拒否するもののブレイバーンに相談した際に諭され、ルルと共に苦悶しながらも彼女のカプセルを何度も搭載する挑戦を行う（ブレイバーン曰く、ルルとスペルビアに必要な通過儀礼であり「OMIAI（お見合い）」）。そして最終的にルルを「相棒」であると受け入れ、彼女と共に戦うことを決意した。その際に機体性能も向上し、必殺技となる「ライジング斬」を放てるようになった。未来を知るルルからは「オジサマ」と呼ばれている。最終決戦前にはブレイバーン達に残りのデスドライヴズの情報を教え、地球の海の幸の旨みを新たに知るなど、知識を増やしている。
セグニティス撃破後、ブレイバーンに対してこの場で推して参れと宣告し、彼との決闘を望む。その申し入れをイサミとブレイバーンが承諾したことで彼らと激闘を繰り広げ、互いに全力をぶつけ合った末に相打ち（引き分け）となりついに和解を果たす。しかし、突然のイーラの奇襲によりブレイバーンは倒され、自らもルルを脱出させた上でイーラに挑むも敗れてしまい、体を残して命を落としてしまう。だがバーンブレイブビッグバーンの誕生により新たな希望を見出したルルが自身のボディと勇気融合を果たしたことでルルの力として立ち上がり、さらに「チェンジ・スペルビアソード」のかけ声とともに巨大な剣への変形も可能となった。ヴェルム・ヴィータ撃破後はイサミとルルを地上に降ろし、ブレイバーンと共に光の粒子となって消滅していった。
メカニックデザインは山根理宏。
- ライジング斬

第10話で披露。双頭槍の「飛燕雷牙」をブレイズアップし、塔すら破壊する斬撃を放つ。
クピリダス
声 - 稲田徹
日本の東京に降下した分離母艦の指揮官。「強欲」の名を冠したデスドライヴズ。スペルビアよりも大型で力強い姿をしている。武装は両掌から射出する巨大なパイルバンカーと両肘部に装備するビームチェーンソー。彼の話す言葉はイサミにも通じていた様子から自力で地球の言葉を習得していた模様。ブレイバーンとの戦闘では即座に倒されてしまうが、その度に何度も塔から復活を果たす。
後に塔ごと倒せば良いと考えたブレイバーンのブレイブヴァニッシュにより今度こそ撃破され、自らが望んでいた死をかなえられたことを喜びながら散った。第8話では超大型母艦にてまたしても復活を果たすが、クーヌスの手で母艦の再生機能ごと倒された。
メカニックデザインは鈴木勘太。
クーヌス
声 - 田中敦子
日本出発時のATFを襲撃した指揮官の一人。「淫蕩」の名を冠したデスドライヴズ。女性的な口調で、ブレイバーンではなくスミスの前に現れる。スミスと交わることを望んでおり、彼に固執している。時間や空間を操る「時空転移」の力を持ち、時を巻き戻したり、TSの位置を瞬間移動させる、宇宙空間へと放逐する、自らに向けて放たれた兵器を相手側へと送り返すといった様々な使い方が可能。武装はビーム羽根を多数射出するほか、大口径のビームキャノンを放てるなど、攻撃能力も高い。
ブレイブナイツとの戦闘では時空転移でスミス達を翻弄して窮地に追い込み、超大型母艦で復活したクピリダスを倒した上にデスドライヴズの再生をできなくするなど、自己中心的に暴れ回り、敵味方双方に甚大な被害を与える。最後は死を覚悟したスミスが挑んだ近接戦闘に敗れ、倒された。死後の精神世界ではスミスと共に逝こうとするも、彼の世界を救うという強い想いに押し流され、互いに溶け合ってブレイバーンとして生まれ変わった。
メカニックデザインは鈴木勘太。
ヴァニタス
声 - 緑川光
日本出発時のATFを襲撃した指揮官の一人。「虚栄」の名を冠したデスドライヴズ。オネエ口調が特徴。光輝くような目立つ姿をしており、ペシミズムと二人でブレイバーンの前に現れ、互いの連携によりブレイバーンを追い込んだ。主武装は腰部のウェポンベイに搭載する10基のビームビットで、ビームを反射して全方位から攻撃を行う。また、両掌からはレーザーを発射可能。さらには腕先をドリル状に変形させることもできる。バーンブレイバーンの登場後はその美しさに感激し、ペシミズムとの協力でビットのエネルギーを球状にした必殺技「ミラーボールダイヤモンド」を放つも、弾かれてしまった。最後はバーンブレイバーンの「勇気一刀流奥義 ブレイブアブソリュートズバッシュ」に敗れ、煌めかしい死がやってくることを自覚しながら倒された。
メカニックデザインは木村晃一。
ペシミズム
声 - 茶風林
日本出発時のATFを襲撃した指揮官の一人。「悲観」の名を冠したデスドライヴズ。老人のような口調をしており、ヴァニタスと二人でブレイバーンの前に現れ、互いの連携によりブレイバーンを追い込んだ。下部からは広範囲に「霧」を発生・散布させることができ、視界や通信を遮ることが可能。また、この霧は硬質化させて相手や物を掴んだりすることもでき、奪ったバーンアックスを投げ返したりもしている。最後はバーンブレイバーンの「勇気一刀流奥義 ブレイブアブソリュートズバッシュ」に敗れ、悲しくない死に方を迎えたことが悲しいと述べながら倒された。
メカニックデザインは鈴木勘太。
セグニティス
声 - 小西克幸
ハワイ諸島に集結した指揮官の一人。「怠惰」の名を冠したデスドライヴズ。一人称は「余」で威厳に満ちた話し方をするが、これは虚勢であり本来の一人称は「わい」で関西弁を話す。巨大な両腕が特徴で、体を自在に分離し、再構築して形状を変える能力を持つ。攻撃方法として両腕の指先から放つビームや上腕に収納するビームサーベル、頭部の角を使った体当たり、拳を回転してドリルにする等が設定されていたが、劇中では使われなかった。セグニティスに関する詳しい情報がなく、当初はブレイバーン達を苦戦させるかと思われたが、スペルビアにあっさり撃破された上、塔も破壊される。その後は首だけが飛ばされて生存しており、ブレイバーンとスペルビアの戦いを見ながらそれに感激し、最後は「（怠惰な死を願う）わいの望みが叶った」と彼らの戦闘の余波に巻き込まれ、消滅した。
メカニックデザインは前並武志。
イーラ
声 - 津田健次郎
ハワイ諸島に集結した指揮官の一人。「憤怒」の名を冠したデスドライヴズ。超大型母艦の主で、鎧武者のような姿が特徴。衝動的な怒りに身を任せる行動を取り、ブレイバーンを不意打ちして大破させた。武装は閉じた扇のような形状の二振りの大剣。ブレイバーンを奇襲し、ルルを守るために立ち向かってきたスペルビアも難なく葬り、さらには生身のイサミとルルすらもその手で殺そうとするが、バーンブレイブビッグバーンの誕生により未遂に終わる。そしてバーンブレイブビッグバーンと一騎打ちを行い、自身の怒りを遺憾なくぶつけられることに幸せを見出しながら激しい打ち合いに興じるも、最後はブレイブビッグバン斬により体を真っ二つに斬られて倒された。
メカニックデザインは石垣純哉。
ポーパルチープム
声 - 立木文彦
ハワイ諸島に集結した指揮官の一人。「貧食」の名を冠したデスドライヴズ。長く伸びた尻尾が特徴。ブレイバーンと戦うことはせず、尻尾を伸ばしてひたすら溶岩を吸い取ることに夢中になり、地球のマントルや内核の味を美味だと述べていた。しかし、バーンブレイブビッグバーンの誕生により、イサミに地球が感化されたことで急激に吸い取る量が膨大となり、そのエネルギーに耐えきれず自身の体が爆裂して消し飛ぶという、ある意味自爆のような最期を迎えた。
メカニックデザインは石垣純哉。
ヴェルム・ヴィータ
声 - 釘宮理恵
スペルビアを含む全てのデスドライヴズが倒れた後に現れた、「真の命」の名を冠した最後のデスドライヴズ。ルルのいた未来世界ではスペルビアが健在だったため出現せず、ルルも知らなかった。細長い胴体と腕から生えた羽が特徴。人間の女性のような仮面を付けているが、その下には不気味な素顔を持つ。武装は指先や両目から放つビーム。デスドライヴズ達の敗北で本当の死を経験して理解し、私は死にたくないと言いつつも、もっと色々な死を味わってみたいという矛盾した結論に辿り着いた存在。バーンブレイブビッグバーンと相対し、地球人類を利用しての抹殺を企み、約90億通りの死に方を経験できるという異常な考えを述べ、それを良しとしないイサミ達と戦闘に入る。
バーンブレイブビッグバーンの数々の必殺技も耐え抜く強固な防御力を誇るが、他のデスドライヴズに共通するシールドバリアは持たない。戦闘中にATFの皆がイサミ達の救援のために集結し、バーンブレイブビッグバーンとビッグバーンドラゴンが合体して巨大化。その攻勢に怒りと焦りを覚えたのか、「全人類今すぐ死ね」と超大型母艦をハワイ諸島に向けて落下させる。しかし、最後はバーンブレイブビッグバーンの秘奥義により超大型母艦ごと破壊され、倒された。
メカニックデザインは石垣純哉。
デスドライヴズ超大型母艦
突如地球圏に出現したデスドライヴズの超大型母艦。全長は約10km。ワープ機能を有し数光年単位の距離を一瞬で移動することが可能。7隻の分離母艦が搭載されている。この艦が健在であればデスドライヴズは何度も復活できるが、第8話にてクーヌスの手により外装部と再生機能を破壊される。艦の中心部は巨大な大剣状となっており、最終話ではヴェルム・ヴィータの手でハワイ諸島に向けて落下させられるが、バーンブレイブビッグバーンの秘奥義で今度こそ完全に破壊された。
デスドライヴズ分離母艦
デスドライヴズの超大型母艦より射出された小型母艦。全長は約3km。後部に推進器と大型ハッチを備える。各艦のカラーリングはそれぞれ異なる（スペルビアは青、クピリダスは赤、クーヌスは白など）。地上においては突き刺さるようにそそり立つ容姿から「塔」と呼ばれている。多数のゾルダートテラーを艦載機として運用する他、「ルル」の生産施設としての機能も有する。船体側面のスリットからは屈折するビーム砲を放てる。なお、イーラの艦は無い（超大型母艦の主なため）。

## 用語

### 組織・勢力
ATF（Allied Task Force）
ハワイにおけるデスドライヴズとの戦闘後、ブレイバーンと残った各国軍により結成された多国籍任務部隊。総司令官はハル・キング大将。空母「コンステレーション」を旗艦とする。
ブレイブナイツ
第8話で結成されたブレイバーンを支援するための独立小隊。隊長はルイス・スミスで、「ブレイバーンの騎士」という意味合いの部隊名も彼の発案。メンバーはヒビキ・リオウ、アキラ・ミシマ、シェリー・ローレン、ヒロ・アウリィなど。
デスドライヴズ
地球を侵略している機械知的生命体。ブレイバーン曰く、侵略対象の天体にいる生命体の抹殺が目的。永き進化の果てに知性を獲得したが、他の生命体と異なり寿命がなく「死」という概念を持っていない。それゆえに自らが望む形での最上の「死」を遂げるため、自分たちを滅ぼしえる生命体を求めて宇宙をさすらう。前述の侵略行動もその一環でしかない。
大気圏外に超大型母艦があり、そこから計7隻の分離母艦が地球各地に落下し各国軍と交戦状態になる。分離母艦1隻につき多数のゾルダートテラーとそれを指揮する七つの大罪の名を冠した指揮官機が搭載されている。地球の既存兵器が通じない程の強固なシールドバリアを持つが、このバリアは一方向にしか張れず、多方向からの攻撃には対処できない。
身体は金属で構成されているが、破壊されると結晶化して飛び散る。なお、体内にはTSのパイロットのように「ルル」という塔（分離母艦）で生成した人工の有機生命体を乗せた「カプセル」を搭載している。このルル自体には自我は無く、単なるエネルギー装置として機能し、人間の一生分の寿命に相当するエネルギーを抽出し、デスドライヴズの能力を向上させる力を持つが、無限ではなく使い捨てであり、エネルギーを使い切った後はカプセルごと投棄される。

### 技術・兵器
ティタノストライド
本作における人類側の人型機動兵器の呼称。略称は「TS」であり、自衛隊では「機動歩行戦闘車」と呼ぶ。地形や環境を問わず運用可能な装甲車両相当の兵器というコンセプトの下開発された最新鋭装甲兵器。第1世代機では機動力に課題を残したが、磁気流体力学を応用した最新鋭推進システム「プラズマリフト」の採用により機動力が大幅に向上した第2世代機によって兵器としての有用性が認められ新たな兵器カテゴリーとして確立、世界各国で採用されるようになり、それに伴い各国で開発が加速している。
元来SFやカートゥーン（アニメ）での存在でしかなかった実用的な「巨大ロボット」兵器の「出現」は、TSパイロット志願者の増加と、それに伴う戦闘機パイロット志願者の減少が問題視される程度には軍の花形として発展している。
高機動武装換装システム（High Mobility Armament Conversion System）
アメリカ軍のTSに採用されている機構。通称「HiMACS」。戦局に対応した瞬時の武装の換装を目的とし、様々な装備形態が開発されている。

### その他の用語
アド・リムパック
ハワイで行われた日米を含む各国軍の演習のこと。作中での演習は実用化間もないTS主体の運用体系の強化が目的。
オペレーション・アップライジング
ATFによる日本の奪還・救出のための作戦。命名者はブレイバーン。最終的に作戦は成功し、敵指揮官のクピリダスを撃破してスペルビアを拘束。アキラやシェリーなど生存者達の発見・合流にも至った。
オペレーション・ボーンファイア
ハワイ諸島における最終決戦の際の作戦。名前に深い意味はなく、ブレイバーンが適当なノリで付けたもの。後にデスドライヴズの各個撃破を狙う「オペレーション・フリーダムドーン」に移行している。

## スタッフ
- 原作 - Cygames[8]
- 企画 - 渡邊耕一、Juno Shin、菊野浩樹、宇佐義大、鶴丸智康、黒田康太
- 監督・音響監督・ブレイバーンデザイン - 大張正己[8]
- 副監督 - 重原克也[8]
- シリーズ構成・軍事考証 - 小柳啓伍[8]
- キャラクターデザイン原案 - かも仮面[8]
- キャラクターデザイン - 本村晃一[8]
- メカニカルデザイン - MORUGA[8]、桜水樹[8]、石垣純哉[8]、前並武志、本村晃一、中北晃二
- プロダクションデザイン - 寺岡賢司[8]
- プロップデザイン - 降矢瑞生、はまだまこと
- 総作画監督 - 本村晃一[8]、宇良隆太[8]、小菅和久[8]、小森篤[8]
- 演出チーフ - みうらたけひろ
- 色彩設計 - 岡崎菜々子[8]
- 美術監督 - 橋本巧（草薙）[8]
- 美術設定 - 高橋武之、桜水樹
- 3DCGディレクター - 中野祥典[8]
- 撮影監督 - 林賢太[8]
- 編集 - 三嶋章紀[8]
- 音響制作 - dugout[8]
- 音楽 - 渡邊崇[8]
- 音楽制作 - Cygames[8]
- プロデューサー - 片田悠介、姚迪、須藤孝太郎、野村剛三朗、真鍋義朗、新井皐太、奥永祥正
- アニメーションプロデューサー - 町口漱汰
- 制作統括 - 清田穣二
- アニメーション制作 - CygamesPictures[8]
- 製作 - 「勇気爆発バーンブレイバーン」製作委員会（Cygames・Tencent Holdings・グッドスマイルカンパニー・フィールズ・TBSテレビ・松竹・バンダイナムコグループ・ホビージャパン）

## 主題歌
「ババーンと推参! バーンブレイバーン」（第2話 - 第7話、第9話、第11話）
ブレイバーン（鈴村健一）によるオープニングテーマ。作詞は古屋真、作曲・編曲は加藤裕介。
第1話と最終話ではオープニングテーマが省略されているため、挿入歌、およびエンディングテーマとして使用された（最終話の挿入歌は鈴木崚汰の歌唱による）。また、第8話と第10話ではエピソード（ストーリー）の展開上、オープニングテーマが割愛された。

作中の1話で、戦闘中にこの歌をブレイバーンの機内で響かせていたことについて監督の大張正己は「（ババーンと）推参!（バーン）ブレイバーンになるんですよね。（9話でスミスが特攻中に鼻歌で歌う）スパルガイザーのテーマ曲がブレイバーンの曲に変わっていくっていう。あそこで完成するんですよね。歌がね実は」と証言している。
「双炎の肖像」（第2話 - 第11話）
イサミ・アオ（鈴木崚汰）、ルイス・スミス（阿座上洋平）によるエンディングテーマ。作詞は古屋真、作曲は磯崎健史とTSUKASA、編曲は磯崎健史。

## 各話リスト
| 話数   | サブタイトル | 脚本     | 絵コンテ                                  | 演出                             | 作画監督 | 総作画監督                 | 初放送日       |
| ------ | --- | -------- | ----------------------------------------- | -------------------------------- | --- | -------------------------- | -------------- |
| 第1話  | 待たせたな、イサミ！ Wait's Over, Isami!                                                                          | 小柳啓伍 | 大張正己 重原克也                         | 重原克也                         | 小森篤 小菅和久 | 本村晃一                   | 2024年 1月11日 |
| 第2話  | イサミィーーッ！そろそろだよな、イサミィーーッ!! Isami?! You'll Be Here Soon, Won't You, Isami!?                  | 小柳啓伍 | みうらたけひろ 重原克也                   | みうらたけひろ                   | 宇良隆太 菊池有騎 矢永沙織 波部崇 | 宇良隆太                   | 1月18日        |
| 第3話  | ルル……それが、彼女の名前だ Lulu... That's Her Name.                                                               | 小柳啓伍 | 斉藤良成 大張正己                         | 下井草太朗 渡辺英俊              | 降矢瑞生 小川莉奈 | 本村晃一                   | 1月25日        |
| 第4話  | イサミ、キミはまだ、人というものを分かっていないようだ Isami, It Seems You Still Have Much to Learn About People. | 小柳啓伍 | 斉藤良成                                  | 斉藤良成                         | 宇良隆太 二松真理 波部崇 | 宇良隆太                   | 2月1日         |
| 第5話  | それはきっと、私には出来ないことだろう That Is One Thing Beyond My Powers.                                        | 小柳啓伍 | 成川多加志 みうらたけひろ                 | 成川多加志 林賢太                | 小森篤 | 小森篤                     | 2月8日         |
| 第6話  | 絶対に大丈夫だ。なぜなら……私がブレイバーンだからだ！ Everything Will Be Okay. Because I... Am Bravern!            | 小柳啓伍 | 阿久津徹也                                | 阿久津徹也                       | 石﨑夏海 上野卓志 福土真由奈 | 小菅和久                   | 2月15日        |
| 第7話  | どうするイサミ！こんな時、イサミならどうするんだ！ Well, Isami?! What Do You Do in a Situation Like This?         | 小柳啓伍 | 増田敏彦                                  | 谷本頼洋                         | 宇良隆太 久納彩代 江崎稔 | 宇良隆太                   | 2月22日        |
| 第8話  | また会おう、スミス We Shall Meet Again, Smith.                                                                    | 小柳啓伍 | 大張正己 重原克也                         | 重原克也                         | 大籠之仁 二松真理 | 本村晃一                   | 2月29日        |
| 第9話  | イサミィ！俺たちで、世界を救うんだ!! Isami! We Must Save the World Together!                                      | 神林裕介 | 斉藤良成 大張正己                         | 斉藤良成                         | 松原一之 菊池有騎 小田真弓 斉藤良成 | 小菅和久 本村晃一 宇良隆太 | 3月7日         |
| 第10話 | 日本ではそれをOMIAIという In Japan, They Call This OMIAI.                                                         | 小柳啓伍 | 重原克也                                  | 渡辺英俊                         | 谷口義明 二松真理 小川莉奈 久納彩代 はまだまこと 芳山優 工藤康平                                                                                         | 小森篤                     | 3月14日        |
| 第11話 | オペレーション・ボーンファイア、開始だ！ Commence Operation Bonfire!                                              | 栗林昌輝 | 阿久津徹也                                | 坂下佳那                         | 小川莉奈 浅見日香留 波部崇 | 宇良隆太                   | 3月21日        |
| 第12話 | 勇気爆発の、その先へ!! Beyond Bang Brave!                                                                         | 小柳啓伍 | 大張正己 重原克也 増田敏彦 みうらたけひろ | 大張正己 重原克也 みうらたけひろ | 大張正己 鈴木勘太 中島竹流 松原一之 成田昭平 菊池有騎 谷口義明 久納彩代 二松真理 浅見日香留 小川莉奈 はまだまこと 大籠之仁 波部崇 工藤康平 村田駿 井口聖 | 本村晃一 小森篤 宇良隆太   | 3月28日        |

## 放送局
| 放送期間                | 放送時間               | 放送局                              | 対象地域 | 備考     |
| ----------------------- | ---------------------- | ----------------------------------- | -------- | -------- |
| 2024年1月11日 - 3月28日 | 木曜 23:56 - 金曜 0:26 | TBSテレビ（製作参加）ほか系列全28局 | 日本国内 | 字幕放送 |

| 配信開始日    | 配信時間                     | 配信サイト                                                                                        |
| ------------- | ---------------------------- | ------------------------------------------------------------------------------------------------- |
| 2024年1月12日 | 金曜 0:30（木曜深夜） 更新   | U-NEXT ABEMAビデオ アニメ放題                                                                     |
|               | 金曜 1:00 - 1:30（木曜深夜） | ABEMA                                                                                             |
| 2024年1月17日 | 水曜 0:30（火曜深夜） 更新   | Amazon Prime Video dアニメストア DMM TV ニコニコチャンネル バンダイチャンネル Hulu YouTube Lemino |
| 2024年1月18日 | 木曜 0:00（水曜深夜） 更新   | auスマートパスプレミアム J:COM STREAM TELASA milplus                                              |

## BD
| 巻 | 発売日        | 収録話         | 規格品番  |
| -- | ------------- | -------------- | --------- |
| 1  | 2024年5月10日 | 第1話 - 第6話  | BIXA-1431 |
| 2  | 2024年7月3日  | 第7話 - 第12話 | BIXA-1432 |

## Webラジオ
『オリジナルTVアニメ「勇気爆発バーンブレイバーン」Webレイディオ』のタイトルで、YouTubeのCygamesアニメすきすきチャンネルにて2024年1月17日より配信。パーソナリティはイサミ・アオ役の鈴木崚汰、ルイス・スミス役の阿座上洋平。
| 回    | ゲスト               |
| ----- | -------------------- |
| 1、2  | 鈴村健一             |
| 3、4  | 会沢紗弥             |
| 5、6  | 宮本侑芽、前田佳織里 |
| 7、8  | 大張正己             |
| 9、10 | 会沢紗弥、杉田智和   |
| 11    | 鈴村健一、大張正己   |
| 12    | パーソナリティのみ   |

## Memories of Deathdrives
YouTube『Cygamesアニメすきすき』で配信。本編でデスドライヴスが退場した後に配信され、各キャラクターが本編を回想し、ブレイバーンへの感謝などを独白する。
| # | サブタイトル | キャラ                                | 配信日        |
| - | ------------ | ------------------------------------- | ------------- |
| 1 | Cupiditas    | 強欲のクピリダス（稲田徹）            | 2024年 3月1日 |
| 2 | Cunus        | 淫蕩のクーヌス（田中敦子）            | 3月8日        |
| 3 | Vanitas      | 虚栄のヴァニタス（緑川光）            | 3月9日        |
| 4 | Pessimism    | 悲観のペシミズム（茶風林）            | 3月10日       |
| 5 | Segnities    | 怠惰のセグニティス（小西克幸）        | 3月22日       |
| 6 | Superbia     | 高慢のスペルビア（杉田智和）          | 3月29日       |
| 7 | Paupertipum  | 貧食のポーパルチープム（立木文彦）    | 3月29日       |
| 8 | Ira          | 憤怒のイーラ（津田健次郎）            | 3月30日       |
| 9 | Verum Vita   | 真の命 ヴェルム・ヴィータ（釘宮理恵） | 3月31日       |

## 未来戦士ルル
月刊ホビージャパン2024年6月号より連載の公式外伝。第10話で語られた分岐した未来でのルルとスペルビアのエピソード。
- 原作 - Cygames
- ストーリー - 横山いつき
- ストーリー監修 - 小柳啓伍

## 関連書籍
バーンブレイバーンA THE ANTHOLOGY
- 『バーンブレイバーンA THE ANTHOLOGY』KADOKAWA、2024年10月24日。ISBN 978-4-04-115637-7。

勇気爆発バーンブレイバーン アンソロジーコミック BRAVE
- 『勇気爆発バーンブレイバーン アンソロジーコミック BRAVE』Gakken、2024年11月18日。ISBN 978-4-05-607139-9。

## ゲーム
スーパーロボット大戦DD
2019年8月より配信されているiOS / Android用アプリゲーム。
2024年4月より本作が期間限定参戦（11月以降は恒常参戦）し、イサミとブレイバーンが登場する。
メダロットS
2020年1月より配信されているiOS / Android用アプリゲーム。
2024年6月より本作とのコラボイベントを開催し、ブレイバーン、スペルビア、クーヌス、イーラ、バーンブレイバーンをモチーフとしたメダロットが登場する。